# Гладченко, Александр Сергеевич
Гладченко Александр Сергеевич (27.10.1967 — 16.09.2019) — белорусский тренер, преподаватель по прыжкам в воду.

## Биография
Окончил Белорусский государственный университет физической культуры. Квалификация: тренер — преподаватель по прыжкам в воду.
Прыжками в воду начал заниматься в 6 лет.
В 13 лет выполнил норматив мастера спорта СССР международного класса.
Закончил карьеру спортсмена в 25 лет.
В качестве любителя в 33 года участвовал в международных соревнованиях в ФРГ, где получил титул абсолютного чемпиона Баварии 2000 г., победив бессменного чемпиона Баварии Альбина Киллата, которому уступил золото на Чемпионате Европы 1989 г. в г. Бонн.
В 2006 году по приглашению главного тренера национальной команды Республики Беларусь С. Н. Ломановского вернулся в спорт в качестве инструктора-методиста в Республиканский Центр олимпийской подготовки по водным видам спорта. Пока была возможность, совмещал обучение детей с основной работой. Постоянно выезжал с юниорами на международные соревнования в качестве руководителя команды и судьи.
За это время получил I категорию тренера — преподавателя, сертификат судьи международной категории A.
В 2011 году Министерством спорта и туризма Республики Беларусь направлен в ГСУСУ «Брестский областной центр олимпийского резерва по водным видам спорта» для расширения географии и развития прыжков в воду в РБ.
Тренер Минского городского центра по водным видам спорта.
Прощальная церемония состоялась 18 сентября 2019 года на Северном кладбище Минска (Минский крематорий).

## Титулы
- Мастер спорта СССР международного класса по прыжкам в воду.
- Двукратный победитель чемпионата Европы среди юниоров;
- Трехкратный обладатель кубка СССР;
- Трехкратный чемпион СССР;
- Обладатель кубка Европы 1987 г.;
- Бронзовый призёр чемпионата Европы 1987 г.;
- Бронзовый и серебряный призёр Чемпионата Европы 1989 г.;
- Победитель IX Спартакиады народов СССР.
- Двукратный победитель международных соревнований Colden cup.